# Джон Девісон Рокфеллер (молодший)
Джон Девісон Рокфеллер-молодший (англ. John Davison Rockefeller, Jr.; 29 січня 1874, Клівленд, Огайо — 11 травня 1960, Тусон, Аризона) — американський філантроп і одна із ключових фігур в родині Рокфеллерів. Єдиний син із п'яти дітей бізнесмена і власника Standard Oil Джона Д. Рокфеллера і батько п'яти братів Рокфеллер. Джона Рокфеллера зазвичай називають «молодшим», щоб відрізнити від його знаменитішого батька, відомого як Рокфеллер «старший».

## Бізнес і кар'єра
Після закінчення навчання, Рокфеллер-молодший приєднався до бізнесу свого батька (із 1 жовтня 1897 року) і почав налагоджувати роботу в тільки-но відкритому офісі в штаб-квартирі Standard Oil. Саме він став директором Standard Oil, а пізніше — директором компанії U.S. Steel, яка була заснована в 1901 році. Після скандалу, пов'язаного із тодішнім головою Standard Oil Джоном Дастіном Арчболдчем (наступником Рокфеллера-старшого), який давав хабарі двом відомим конгресменам, що було викрито медіаімперією Hearst, Рокфеллер-молодший звільнився з обох компаній в 1910 році і почав активно займатись благодійністю.

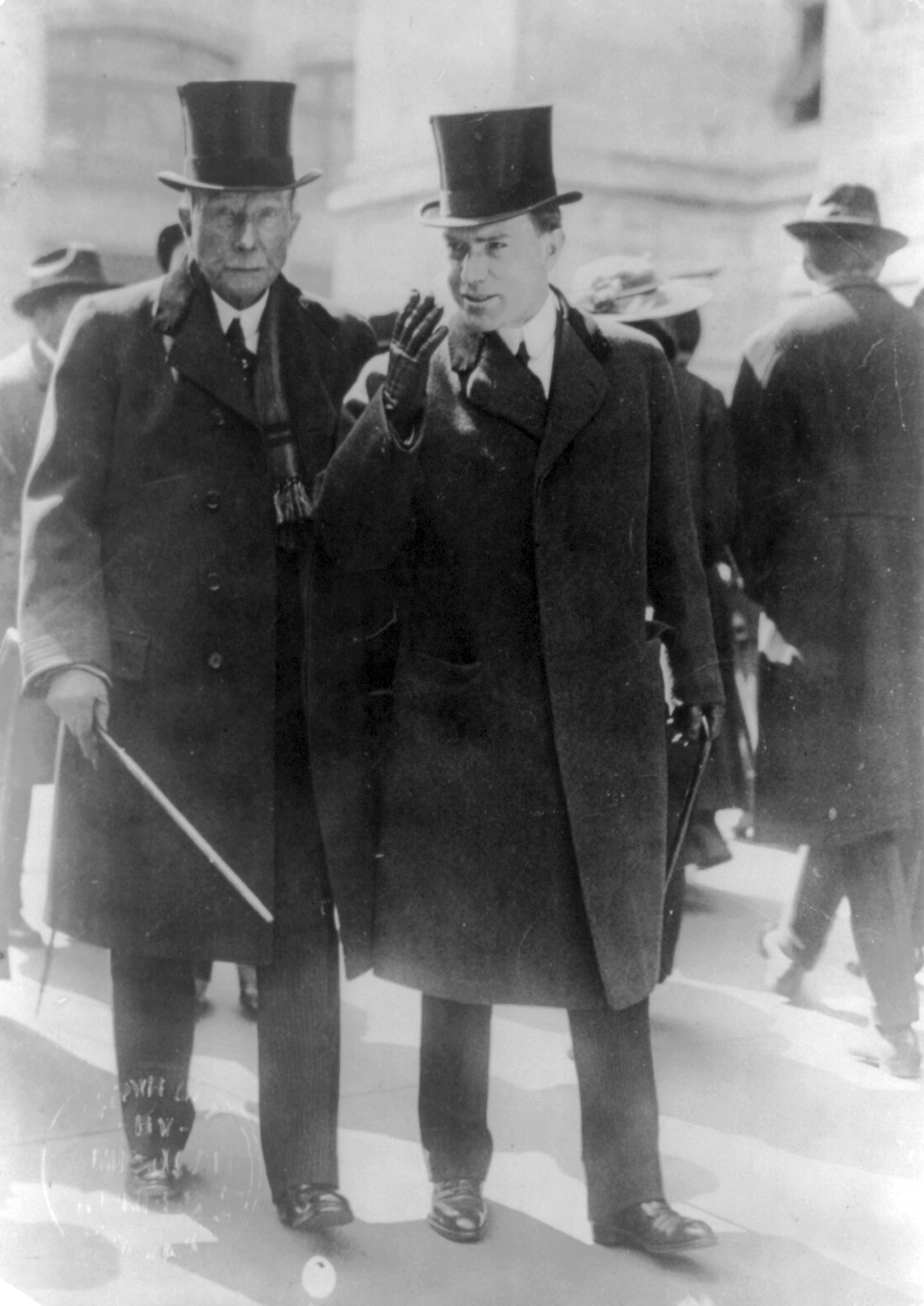
Рокфеллер-молодший і його батько Джон Д. Рокфеллер в 1915 році

Під час Великої Депресії він розробив і став інвестором величезного, складеного із 14 будівель комплексу, Рокфеллерівського центру, що знаходиться в самому центрі Манхеттену, і в результаті чого стає одним із найбільших власників нерухомості в місті Нью-Йорк.
В 1921 році він отримав близько 10 % акцій Equitable Trust Company від свого батька, що дало йому змогу стати найбільшим акціонером банку. Згодом, в 1930 році, банк об'єднався із Chase National Bank (в наш час JPMorgan Chase) і став одним із найбільших банків світу. Але, після злиття, пакет його акцій був скорочений близько до 4 %, хоча він все ще залишався найбільшим акціонером, що зробило відомим цей банк як «Рокфеллер-банк». Із 1960-х, коли його син, Девід, став президентом банку, і до сих пір сім'я Рокфеллерів зберігає за собою близько 1 % акцій банку.

## Дружина, діти
9 жовтня 1901 року, Джон Девісон Рокфеллер-молодший одружився з Еббі Олдріч Грін, донькою впливового сенатора Нельсона Олдріча. Цей шлюб сприйняли як грандіозний союз капіталізму и політики. Більш того, це одруження було основною соціальною подією свого часу. Молодята одружились в Aldrich Mansion на острові Род-Айленд. На це весілля були запрошені керівники Standard Oil і інших компаній.
У пари народилось шестеро дітей, одна донька і п'ятеро братів Рокфеллер:
- Еббі Рокфеллер Маузе (9 листопада 1903 — 27 травня, 1976)
- Джон Д. Рокфеллер III (21 березня 1906 — 10 липня 1978)
- Нельсон Олдріч Рокфеллер (8 липня 1908 — 26 січня 1979)
- Лоренс Рокфеллер Спелман (26 травня 1910 — 11 липня 2004)
- Вінтроп Рокфеллер (1 травня 1912 — 22 лютого 1973)
- Девід Рокфеллер (15 червня 1915 — 20 березня 2017)

## Благодійність і соціальні проекти

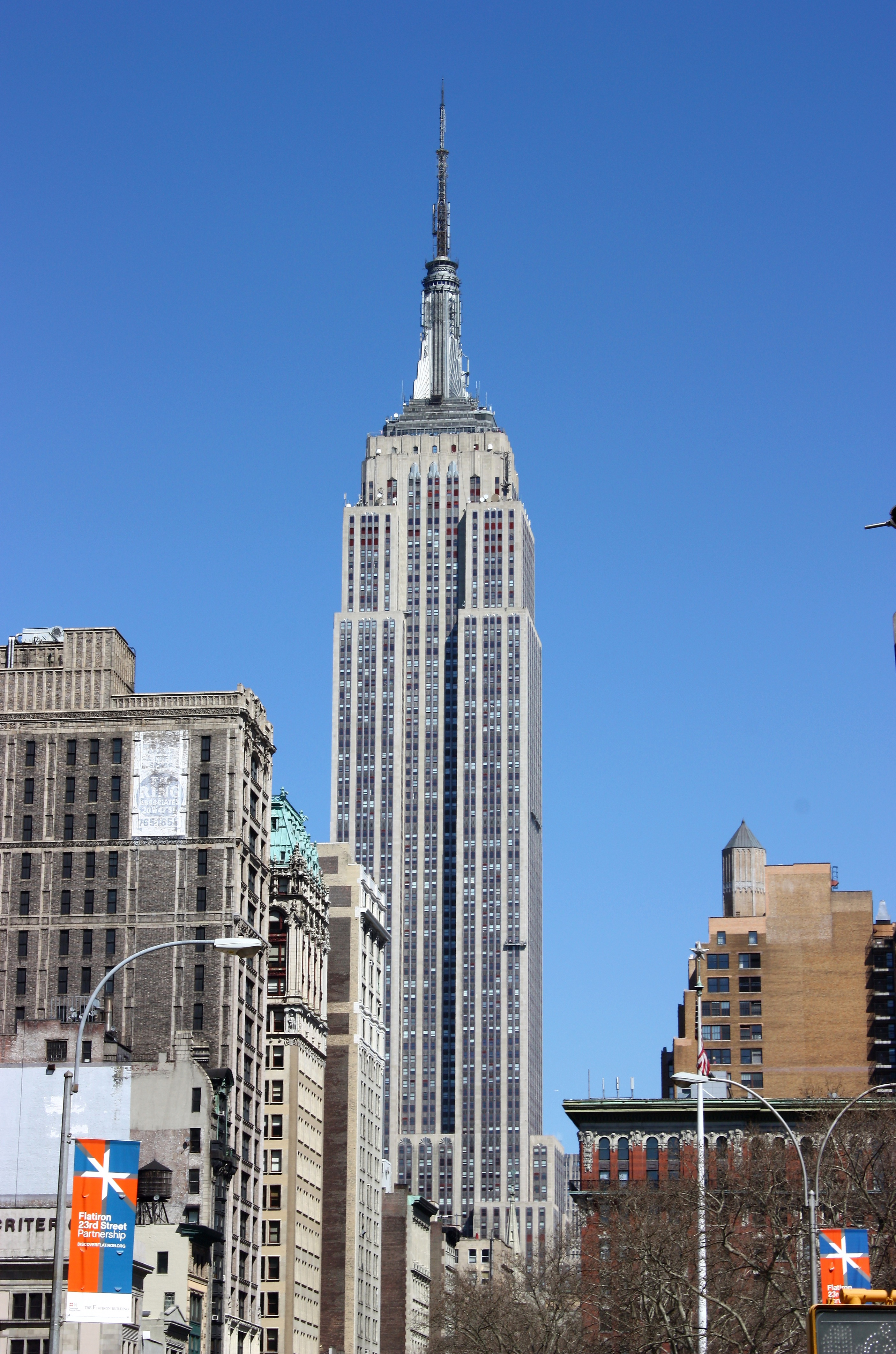
Емпайр-Стейт-Білдінг

У знаменитому листі до Ніколаса Батлера в червні 1932 року, який згодом був надрукований на першій сторінці Нью-Йорк Таймс, Рокфеллер-молодший, людина непитуща, виступав проти впровадження Вісімнадцятої поправки на підставі неповаги до американської Конституції. Цей лист став тим ривком, що підштовхнув народ скасувати цю поправку. 
Тим не менш, Рокфеллера-молодшого найбільше пам'ятають за його благодійність, на яку він витратив понад $ 537 млн протягом всього його життя.. Саме він створив фонд Sealantic в 1938 році, який згодом перетворився в Фонд Рокфеллера. Рокфеллер-молодший став його першим президентом в травні 1913 року і почав значно розширювати рамки цього інституту, продовжуючи справу свого батька. Пізніше він буде брати активну участь в житті інших організацій, які були створені Рокфеллером-старшим. Зокрема це стосується Рокфеллерівського університету та Міжнародної освітньої ради.
Саме на кошти Джона Рокфеллера-молодшого був збудований Емпайр-Стейт-Білдінг — одна із найвищих споруд у світі.
Щодо суспільних наук, то він заснував  Меморіал Лори Спелман-Рокфеллер  в 1918 році, який згодом був приєднаним до Фонду Рокфеллера в 1929 році. Також він, за фінансової підтримки Ліги Націй і Ради з міжнародних відносин почав будівництво своєї штаб-квартири в місті Нью-Йорк на початку 1921 року.
У 1900 році після того, як раніше в 1896 році Рокфеллер-молодший переконав свого батька фінансувати дослідження раку, він за власні кошти побудував медичну лабораторію в університетському містечку. Згодом він перетворився в Меморіальну лікарню, яка десятиліттями пізніше стала всесвітньо відомою Memorial Sloan-Kettering Cancer Center.
Саме за сприяння Рокфеллера-молодшого було розширене і фінансоване Бюро соціальної гігієни в 1913 році, основними напрямками якого було дослідження таких соціальних питань, як проституція та венеричні захворювання. У 1924 році, за намовою його дружини, він фінансував Маргарет Сенгер в її піонерській роботі з контролю за народжуваністю та участю в питаннях народонаселення.
Щодо мистецтва, то він надав будівлі для музею, який згодом перетворився в Музей сучасного мистецтва. Рокфеллер разом зі своєю дружиною є співзасновниками цього музею.

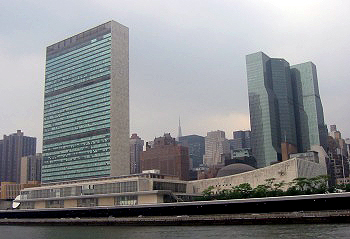
Штаб-квартира ООН

За допомогою переговорів його син, Нельсон Рокфеллер, в 1946 році придбав за $ 8,5 млн землі Вільяма Зекендорфа, а потім пожертвував ці землі вздовж Іст-Рівер в Манхеттені, на побудову штаб-квартири ООН. Це було після того, як він наклав вето на свій родовий маєток в Покантіко, який розглядали як передбачуване місце для штаб-квартири ООН.
Також, протягом багатьох років, він давав значні суми для розвитку Протестантського та Баптистського інститутів, починаючи від межцерковного Всесвітнього руху, Федеральної Ради Церков, Союзу Духовних семінарій, Собору Св. Іоанна Богослова, в Нью-Йорку, Ріверсайдської Церкви та Всесвітньої Ради Церков. Він також зіграв важливу роль у розвитку досліджень, що були проведені Робертом і Хелен Ліндами. Це знамениті Мідлтаунські досліджувальні роботи, які проводились в місті Мансі, штат Індіана, за фінансової підтримки Інституту соціальних і релігійних досліджень.

## Благодійницька діяльність поза межами США

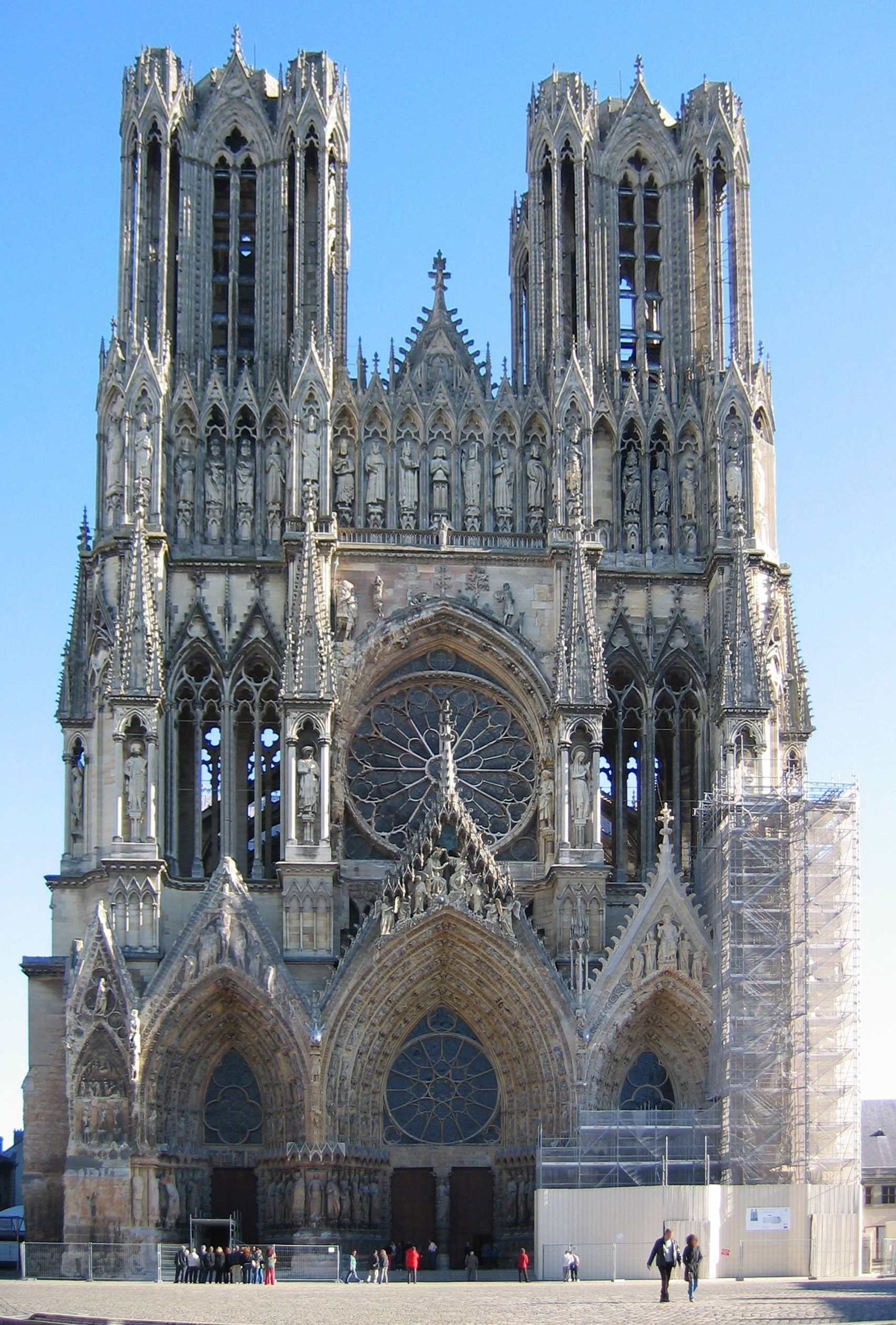
Реймський собор

У 1920-ті роки він також пожертвував значну суму на відновлення і реконструкції основних будівель у Франції після Першої світової війни, таких як Реймський собор, Шато де Фонтенбло та Шато де Версаль, за що в 1936 році він був нагороджений вищою нагородою Франції — орденом Почесного легіону (згодом, у 2000 році, таку нагороду отримав і його син, Девід Рокфеллер).

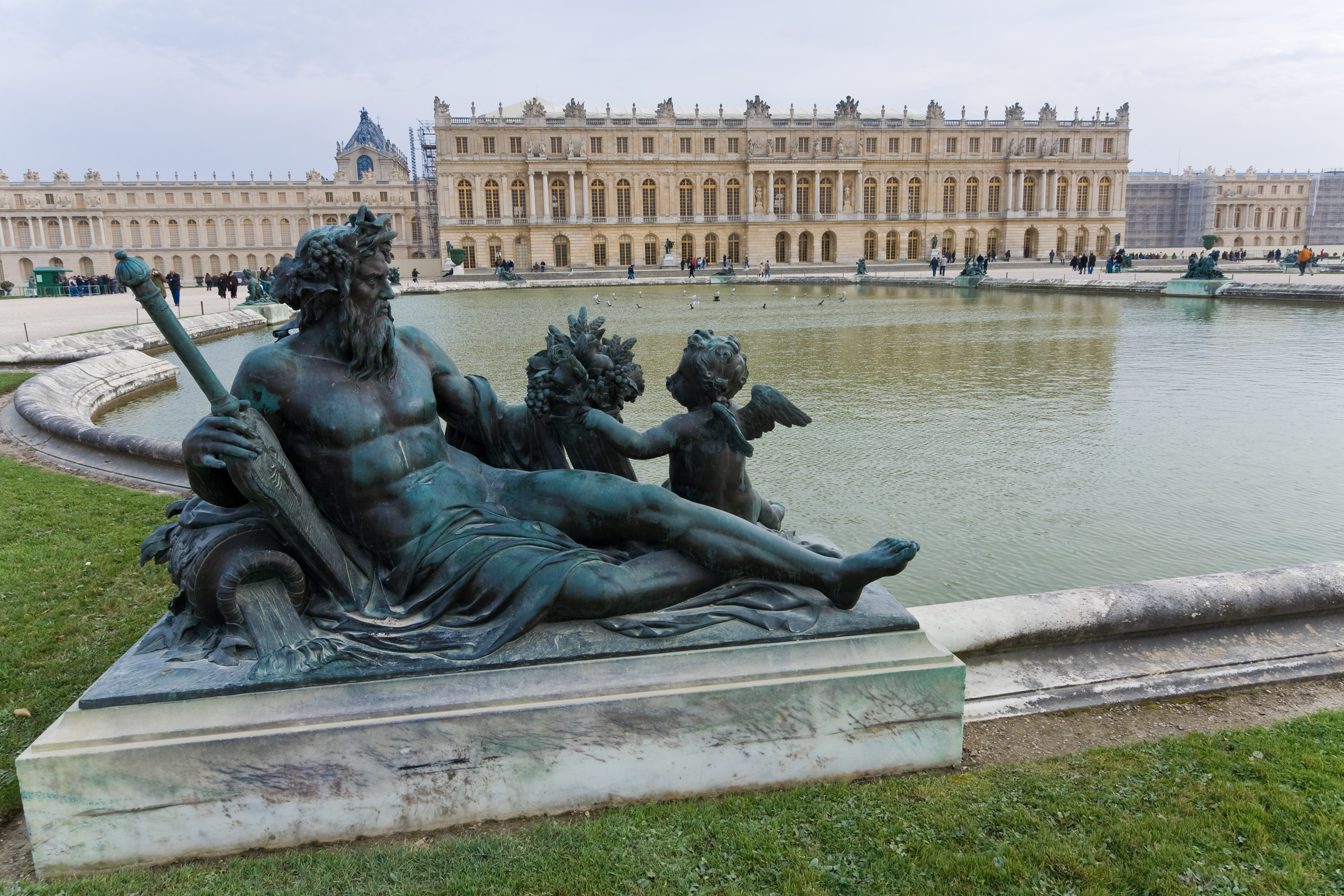
Вид на Версаль із парку

Він також фінансував ранні розкопки Луксору, в Єгипті, і реконструкції Американської академії в Римі, Ліннаньського університету в Китаї, Міжнародної лікарні Св. Луки в Токіо; бібліотеки Імператорського (нині Токійського) університету в Токіо, а також Меморіал фонду Шекспіра в Стратфорд-на-Ейвоні.
Крім того, він надав фінансування для будівництва Палестинського Археологічного музею в Східному Єрусалимі, де сьогодні розташовано багато експонатів, і який раніше був домом для багатьох сувоїв Мертвого моря, допоки вони не були перенесені в Храм Книг, що знаходиться в Музеї Ізраїлю.